# Премия имени Н. С. Курнакова
Премия имени Н. С. Курнакова — академическая премия, присуждаемая за выдающиеся работы в области неорганической химии, физико-химического анализа и его приложений.
Учреждена Президиумом Академии наук СССР в 1946 году. Первое награждение состоялось в следующем году, причём могли выдвигаться научные труды граждан, авторских коллективов и учреждений, выполненные в 1945—1946 гг.
Размер премии первоначально составлял 10 тысяч рублей, после денежной реформы 1961 года — тысячу рублей.
За советский период (1946—1991) лауреатами премии стали более 20 человек.
Лауреаты премии:
- 1947 член-корреспондент АН СССР И. В. Тананаев за работу «Измерение светопоглощения в растворах как метод физико-химического анализа"
- 1948 доктор химических наук Погодин Сергей Александрович и кандидат химических наук Аносов Виктор Яковлевич за работу «Основные начала физико-химического анализа»
- 1950 Микулин Георгий Иосифович
- ? Николаев, Николай Сергеевич
- 1958 Н. А. Горюнова
- 1960 А. А. Рудницкий (посмертно) за монографию «Термоэлектрические свойства благородных металлов и их сплавов»
- 1964 доктор химических Наук С. А. Щукарев за серию работ по химии редких элементов
- 1967 доктор химических наук Марк Ильич Равич и кандидат химических наук Фаина Ефимовна Боровая (Институт общей и неорганической химии) за цикл работ по изучению фазовых равновесий в некоторых водно-солевых растворах
- 1970 Иван Никонович Лепешков
- 1973 Савицкий, Евгений Михайлович
- 1977 Николаев, Анатолий Васильевич и Иван Ипатьевич Яковлев за монографию «Клатратообразование и физико-химический анализ экстракционных систем»
- 1979 Михеева Вера Ивановна за монографию «Метод физико-химического анализа в неорганическом синтезе»
- 1981 Джуринский Болеслав Филиппович
- 1982 академик Николай Михайлович Жаворонков за серию статей «Химия, технология и научно-технический прогресс»
- 1983 Иван Никитич Францевич
- 1985 Андрей Сергеевич Пашинкин
- 1986 член-корреспондент АН ГССР О. П. Мчедлов-Петросян, кандидат технических наук А. В. Ушеров-Маршак и А. М. Урженко (Харьковский инженерно-строительный институт) за серию работ «Термокинетический анализ неорганических строительных материалов»
- 1988 Калинников В. Т. и Дембовский, Сергей Аристархович
- 1991 премия им. Н. С. Курнакова присуждена Бондарь Иранде Адамовне, Джуринскому Болеславу Филипповичу, Фёдорову Николаю Фёдоровичу за работу «Физико-химический анализ редкоземельных оксидных систем».

В 1995 году Российской академией наук учреждена Золотая медаль имени Н. С. Курнакова.